# Peter Walker (Offizier)
Peter Brett Walker (* 29. September 1949; † 6. September 2015) war ein britischer Diplomat, Politiker und Offizier der Royal Air Force, der 2011 bis 2015 Vizegouverneur von Guernsey war.

## Leben
Als Sohn eines Kampfpiloten der Royal Air Force wurde Peter Brett Walker am 29. September 1949 in the Staffordshire village of Rowley Regis geboren. Er wurde zunächst an der Pocklington School ausgebildet, bevor er an die Durham University ging, um am Hatfield College einen Abschluss in Allgemeiner Kunst zu machen. Als Student spielte er Rugby für die University 4th XV mit Richard Paniguian, der später Karriere bei British Petroleum und bei der britischen Regierung machte.

## Karriere bei der Royal Air Force
Walker trat der Royal Air Force 1968 als flight cadet bei, während er an der Universität war. 1971 trat er dem Royal Air Force College Cranwell bei. Er wurde für die Ausbildung zum Kampfpiloten ausgewählt und erhielt seinen ersten Posten bei der No. 29 Squadron, stationiert in RAF Coningsby. Hier hatte er als Pilot der McDonnell Douglas F-4 Phantom II regelmäßig Begegnungen mit sowjetischen Flugzeugen, die sich der britischen Luftverteidigung näherten. Nach drei Jahren im Geschwaderdienst wurde Walker Ausbilder in der operational conversion unit Phantom. Es folgte eine Entsendung zur RAF Deutschland, wo er Waffenführer der No. 92 Squadron, eine von zwei RAF-Staffeln, die für die Luftüberwachung Westdeutschlands verantwortlich waren, wurde.
1985 ging er zur RAF Leuchars, wo er das Kommando über das Geschwader Nr. 111, auch bekannt als Tremblers, übernahm und zahlreiche Einsätze über der Nordsee flog. 1993 ging er auf die Falklandinseln, um das Kommando über die RAF Mount Pleasant zu übernehmen. 1999 wurde er Director of Operational Capability, 2001 Assistant Chief of Defense Staff (Operations) und 2002 Assistant Chief of Staff (Policy & Requirements) im SHAPE. Er wurde Kommandeur des Joint Warfare Centre in Norwegen im Jahr 2005 und ging 2007 in den Ruhestand.
Im Ruhestand wurde er am 15. April 2011 zum Vizegouverneur von Guernsey ernannt. Walker starb in dieser Rolle am 6. September 2015.

## Reputation
Walker wurde von einem ehemaligen Kollegen als „charismatischer Kampfpilot“ beschrieben; auch wurde ihm ein äußerst aggressiver Flugstil nachgesagt.

## Persönliches
Walker war verheiratet und hatte zwei Söhne und eine Tochter. Vor ihrem Umzug nach Guernsey lebte das Paar in North Devon, wo sie in den Tagebüchern des sozialistischen Politikers Tony Benn erwähnt wurden.

## Tod
Walker starb an einem Herzinfarkt nach einer Veranstaltung im Beau Sejour Center in Guernsey. Eine Flugvorführung der Red Arrows war seinem Andenken gewidmet. Seine Beerdigung fand am 22. September in St Clement Danes in London statt.